# MTV2
MTV2 (anteriormente M2) es un canal de televisión por suscripción disponible en todo Estados Unidos. Es propiedad de Paramount Media Networks, que es una filial de Paramount Global.
Lanzado el 1 de agosto de 1996, el objetivo original del canal era transmitir vídeos de música constante y con pocos anuncios. Esto se hizo cuando ya MTV empezó a transmitir reality shows y series, más que vídeos musicales.
Hoy, MTV2 transmite una selección de vídeos de música, otras especialidades relacionadas con la música y programas enfocados en la cultura juvenil y la cultura pop.
La contraparte europea se enfocaba únicamente música rock alternativo, con difusiones en Londres, Reino Unido. La versión canadiense de MTV2 fue sustituida por PunchMuch en junio de 2005 y relanzada en 2008; mientras la versión alemana fue sustituida por Nickelodeon en septiembre de 2005.

## Inicios
MTV2 al principio se conocía solamente como M2 hasta el primer trimestre de 1999. M2 comenzó a transmitir el 1 de agosto de 1996 el décimo quinto aniversario de MTV con “Where It's At” de Beck, que fue el primer vídeo en ser transmitido.
M2 fue creado para mostrar tipos más alternativos de música y vídeos más viejos de los que se mostraban en MTV.
En su primer par de años en el aire, M2 fue restringido solo para los que tenían cable digital o televisión por satélite, lo cual limitó su disponibilidad.

## Relanzamiento
A finales de 2000, Viacom Inc. (compañía dueña de MTV Networks, que posee MTV y MTV2), reemplazó M2 por MTV2, cambiando todas las señales de cable digital y televisión por satélite de M2 a MTV2.
El 1 de enero de 2001, con el lanzamiento de MTV2, se comenzó a mostrar publicidad y a separar los vídeos musicales en géneros. El hip-hop y el soul fueron mostrados una hora cada día laborable, una vez a las 10 de la mañana y otras vez a las 10 de la noche. La música rock se mostró cada día laborable a las 9 de la mañana y a las 9 de la noche.
Un nuevo espectáculo que salió fue MTV2 Request que se transmitía a las 11 de la mañana y otra vez a la medianoche.
MTV2 contenía nuevos shows, tanto programaciones especiales, como programas experimentales, donde se mostraba el primer episodio y si gustaba, era transmitido diariamente.

## Segundo relanzamiento de MTV2
El 6 de febrero de 2005, tanto MTV como MTV2 transmitió una vista anticipada del que sería el nuevo MTV2, que estrenó en la medianoche del 7 de febrero de 2005. El objetivo de este nuevo lanzamiento, era crear una marca única para MTV2, apuntando a los espectadores masculinos entre 12 y 34 años y separando el canal de MTV.

### El perro de dos cabezas
En el relanzamiento del canal, también se introdujo un nuevo logo: un perro de dos cabezas. A mitad del perro dice “MTV2”, pero con letras normales, el famoso logo “MTV” fue suprimido para mostrar la independencia del canal. Las dos cabezas del perro significan el rock y el hip-hop, los dos lados de la música de MTV.